# Мясников, Александр Николаевич
Алекса́ндр Никола́евич Мяснико́в (26 ноября 1910 — 1984) — старший вальцовщик прокатного стана завода «Большевик» (город Ленинград); Герой Социалистического Труда.

## Биография
Родился в 1910 году в семье рабочих. Его отец умер в 1918 году. Мать отдала детей в детский дом, где Александр оставался до 1928 года. Окончил семь классов школы. Учился у вальцовщика на заводе «Большевик». Когда началась Великая Отечественная война, работал на заводе и за геройский труд по выпуску фронтовой продукции его наградили орденом Красной Звезды. После окончания войны его бригада не раз получала звание лучшей в Ленинграде. С 1962 по 1966 год был депутатом Верховного Совета СССР 6-го созыва. В последние годы жизни работал слесарем, принимал активное участие в общественной жизни предприятия и учил молодых рабочих.
Александр Николаевич Мясников умер в 1984 году. Был похоронен на кладбище «Памяти жертв 9-го января».

## Награды
- Орден Красной Звезды (16.09.1945)
- Герой Социалистического Труда (19.07.1958)
- Орден Ленина
- Медаль «Серп и Молот»
- Медаль «За оборону Ленинграда»